# Championnat d'Arménie de football 2005
Navigation
Saison précédente Saison suivante
La saison 2005 du Championnat d'Arménie de football était la 14e édition de la première division arménienne, la Premier-Liga. Les neuf meilleurs clubs du pays sont réunis au sein d'une poule unique où ils s'affrontent deux fois au cours de la saison, à domicile et à l'extérieur. À la fin de cette première phase, les 6 premiers disputent la poule pour le titre tandis que les 3 derniers jouent la poule de relégation qui verra le dernier descendre en Second-Liga, la deuxième division arménienne et l'avant-dernier disputer un barrage de promotion-relégation.
Le Pyunik Erevan, tenant du titre depuis 4 saisons, remporte à nouveau le championnat en terminant en tête du classement de la poule finale, avec 4 points d'avance sur le Mika Ashtarak et 6 sur le Banants Erevan. Il s'agit du 8e titre de champion d'Arménie de l'histoire du Pyunik.

## Les 9 clubs participants
| - Banants Erevan - Lernagorts Ararat - Dinamo-Zenit Erevan - Kilikia Erevan - Lernayin Artsakh Erevan - Promu de Second Liga | - Esteghlal-Kotayk Abovian (Anciennement Kotayk Abovian) - Shirak FC Giumri - Mika Ashtarak - Pyunik Erevan |

## Compétition
Le barème de points servant à établir le classement se décompose ainsi :
- Victoire : 3 points
- Match nul : 1 point
- Défaite : 0 point

### Première phase
| Rang | Équipe                    | Pts | J  | G  | N | P  | Bp | Bc | Diff |
| ---- | ------------------------- | --- | -- | -- | - | -- | -- | -- | ---- |
| 1    | Pyunik Erevan T           | 38  | 16 | 11 | 5 | 0  | 32 | 6  | +26  |
| 2    | Mika Ashtarak             | 35  | 16 | 10 | 5 | 1  | 27 | 11 | +16  |
| 3    | Banants Erevan            | 34  | 16 | 10 | 4 | 2  | 32 | 17 | +15  |
| 4    | Esteghlal-Kotayk Abovian  | 28  | 16 | 7  | 7 | 2  | 28 | 15 | +13  |
| 5    | Kilikia Erevan            | 21  | 16 | 6  | 3 | 7  | 29 | 25 | +4   |
| 6    | Dinamo-Zenit Erevan       | 15  | 16 | 4  | 3 | 9  | 20 | 26 | -6   |
| 7    | Shirak FC Giumri          | 11  | 16 | 3  | 2 | 11 | 18 | 34 | -16  |
| 8    | Lernagorts Ararat         | 10  | 16 | 3  | 1 | 12 | 9  | 38 | -29  |
| 9    | Lernayin Artsakh Erevan P | 9   | 16 | 3  | 0 | 13 | 14 | 37 | -23  |

|  | Participation à la poule pour le titre                                     |
|  | Participation à la poule de relégation                                     |
|  | T Tenant du titre C Vainqueur de la Coupe d'Arménie P Promu de Second-Liga |

- Le Lernayin Artsakh Erevan abandonne la compétition après la 11e journée; les matchs lui restant à jouer sont perdus sur tapis vert (0-3).

### Seconde phase

#### Poule pour le titre
Les 6 équipes démarrent cette poule avec les points acquis face aux autres clubs participants. Ils se rencontrent de nouveau à domicile et à l'extérieur.
| Rang | Équipe                   | Pts | J  | G  | N | P  | Bp | Bc | Diff |
| ---- | ------------------------ | --- | -- | -- | - | -- | -- | -- | ---- |
| 1    | Pyunik Erevan T          | 39  | 20 | 11 | 6 | 3  | 35 | 15 | +20  |
| 2    | Mika Ashtarak C          | 35  | 20 | 9  | 8 | 3  | 30 | 16 | +14  |
| 3    | Banants Erevan           | 33  | 20 | 9  | 6 | 5  | 31 | 27 | +4   |
| 4    | Esteghlal-Kotayk Abovian | 31  | 20 | 8  | 7 | 5  | 22 | 19 | +3   |
| 5    | Kilikia Erevan           | 17  | 20 | 4  | 5 | 11 | 20 | 32 | -12  |
| 6    | Dinamo-Zenit Erevan      | 8   | 20 | 2  | 2 | 16 | 12 | 41 | -29  |

|  | Qualification pour la Ligue des champions 2006-2007 |
|  | Qualification pour la Coupe UEFA 2006-2007          |
|  | Qualification pour la Coupe UEFA 2005-2006          |
|  | Qualification pour la Coupe Intertoto 2006          |
|  | T Tenant du titre C Vainqueur de la Coupe d'Arménie |

#### Poule de relégation
Les 2 équipes participantes démarrent la poule avec la totalité des points acquis lors de la première phase.
| Rang | Équipe                    | Pts | J  | G | N | P  | Bp | Bc | Diff |
| ---- | ------------------------- | --- | -- | - | - | -- | -- | -- | ---- |
| 1    | Lernagorts Ararat         | 14  | 18 | 4 | 2 | 12 | 11 | 39 | -28  |
| 2    | Shirak FC Giumri          | 12  | 18 | 3 | 3 | 12 | 19 | 36 | -17  |
| 3    | Lernayin Artsakh Erevan P | 9   | 16 | 3 | 0 | 13 | 14 | 37 | -23  |

|  | Participation au barrage de promotion-relégation                           |
|  | T Tenant du titre C Vainqueur de la Coupe d'Arménie P Promu de Second-Liga |

#### Barrage de promotion-relégation
Le Shirak FC Giumri, 2e de la poule de relégation, doit rencontrer le 3e de Second-Liga, pour tenter de conserver sa place au sein de l'élite.
| Équipe 1         | Résultat | Équipe 2             |
| ---------------- | -------- | -------------------- |
| Shirak FC Giumri | 5 - 1    | Gandzasar Kapan (D2) |

## Bilan de la saison
| Championnat d'Arménie de football 2005 |                          |
| Champion                               | Pyunik Erevan (8e titre) |
| Coupes et trophées                     |                          |
| Vainqueur de la Coupe d'Arménie 2005   | Mika Ashtarak            |
| Qualifications continentales           |                          |
| Ligue des champions 2006-2007          | Pyunik Erevan            |
| Coupe UEFA 2005-2006                   | Mika Ashtarak            |
| Coupe UEFA 2006-2007                   | Banants Erevan           |
| Coupe Intertoto 2005                   | Kilikia Erevan           |
| Promotions et relégations              |                          |
| Promus en Premier-Liga                 | Ararat Erevan II         |
| Relégués en Second-Liga                | Lernayin Artsakh Erevan  |